# Гринкруг, Лев Александрович
Лев Александрович Гринкруг (1889, Смоленск — 1987) — советский литературный и киноредактор, финансист, финансовый директор Российского телеграфного агентства (РОСТА) (1919—1925).
Близкий друг Владимира Маяковского, Лили и Осипа Бриков. Брат М. А. и О. А. Гринкругов. 

## Биография

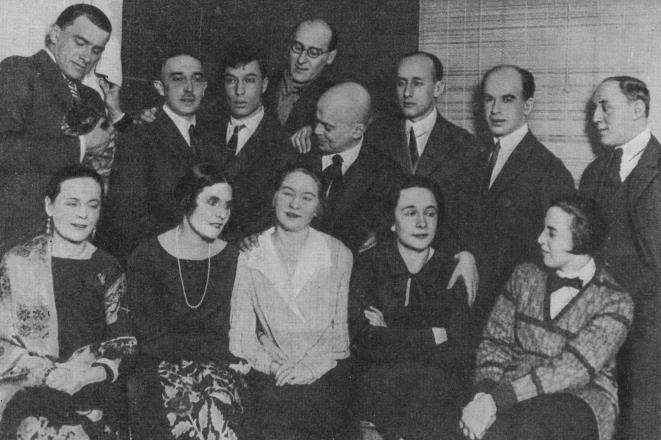
Маяковский после возвращения из Америки (ноябрь—декабрь 1925 г.). Фотография снята на квартире Маяковского и Бриков в Сокольниках. Сидят (слева направо): Э. Ю. Триоле, Л. Ю. Брик, Р. С. Кушнер, Е. В. Пастернак, О. В. Третьякова. Стоят: Маяковский, О. М. Брик, Б. Л. Пастернак, С. М. Третьяков, В. Б. Шкловский, Л. А. Гринкруг, О. М. Бескин, П. В. Незнамов. Собрание Э. Ю. Триоле, Париж

Родился в 1889 году в Смоленске в богатой семье; он был он из очень богатой семьи банкира Александра Мироновича Гринкруга, кроме прочего, и пользующейся особым статусом - глава семьи получил потомственное дворянство, так и не крестившись. Вопрос этот несколько раз рассматривали высокие инстанции, но, несмотря на парадоксальность ситуации, причин, почему иудея, имевшего особые заслуги, по которым полагалось ему дворянство, следует обойти, не отыскалось. Окончил юридический факультет Московского университета. Работал в банке своего отца.
Василий Катанян писал, что Лев Александрович Гринкруг, или просто Лëва, как его звала вся Москва, был одним из кавалеров Лили Брик, человек образованный, интеллигентный, ироничный и очень доброжелательный. Когда «отцвёл» их роман с Лилей, он остался другом её семьи до конца дней. Лëва снимался с Маяковским в фильме «Не для денег родившийся» и всю жизнь проработал в кинематографе — последние 1980—1990 годы на студии Горького, дублируя фильмы. Он был одним из самых элегантных юношей Москвы, выписывал костюмы из Лондона, носил монокль и делал дорогие подарки своим возлюбленным.
После революции, в 1919—1925 гг. — финансовый директор РОСТа. Был редактором по озвучиванию фильмов.
В 1925 году выехал во Францию, принял решение в Советскую Россию не возвращаться. Продолжал заниматься банковской деятельностью.
Позже вернулся в СССР. Работал в кинематографе — в конце жизни в 1980-е годы на киностудии им. Горького, занимался дубляжём фильмов.
Член Союза кинематографистов СССР.
Вместе с В. Маяковским, Д. Бурлюком, В. Каменским в 1918 году снялся в фильме «Не для денег родившийся».
Автор статьи «Не для денег родившийся» (сборник «Маяковский в воспоминаниях современников». — Государственное издательство художественной литературы, 1963).
Умер в 1987 году.